# Franciszek Rychnowski
Franciszek Rychnowski, född 3 oktober 1850, död 1929, var en polsk kemist som också undervisade vid tekniska högskolan i Lviv.